# Listă de filme idol: V
Aceasta este o listă de filme idol în ordine alfabetică. Vedeți Listă de filme idol pentru lista principală.
| Film                                                                             | An   | Regizor                                      | Surse         |
| -------------------------------------------------------------------------------- | ---- | -------------------------------------------- | ------------- |
| V for Vendetta                                                                   | 2006 | James McTeigue                               | [ 1 ]         |
| National Lampoon's Vacation                                                      | 1983 | Harold Ramis                                 | [ 2 ]         |
| La Vache et le Prisonnier (The Cow and I)                                        | 1959 | Henri Verneuil                               | [ 3 ]         |
| Valerie a Týden Divů (Valerie and Her Week of Wonders)                           | 1970 | Jaromil Jireš                                | [ 4 ]         |
| Valley of the Dolls                                                              | 1967 | Mark Robson                                  | [ 5 ]         |
| Les Valseuses (Going Places)                                                     | 1974 | Bertrand Blier                               | [ 6 ]         |
| Vamp                                                                             | 1986 | Richard Wenk                                 | [ 7 ]         |
| Vampire Circus                                                                   | 1972 | Robert Young                                 | [ 8 ]         |
| The Vampire Lovers                                                               | 1970 | Roy Ward Baker                               | [ 9 ]         |
| Vampire's Kiss                                                                   | 1989 | Robert Bierman                               | [ 10 ]        |
| El Vampiro (The Vampire)                                                         | 1957 | Fernando Méndez                              | [ 11 ]        |
| Vampyr                                                                           | 1932 | Carl Theodor Dreyer                          | [ 12 ]        |
| Vampyros Lesbos (also known as Las Vampiras)                                     | 1971 | Jesús Franco                                 | [ 13 ] [ 14 ] |
| Vanishing Point                                                                  | 1971 | Richard C. Sarafian                          | [ 15 ] [ 16 ] |
| Vāsasu (Versus)                                                                  | 2000 | Ryuhei Kitamura                              | [ 17 ] [ 18 ] |
| Vase de Noces (also known as The Pigfucking Movie)                               | 1974 | Thierry Zéno                                 | [ 19 ]        |
| Vegas in Space                                                                   | 1991 | Phillip R. Ford                              | [ 20 ]        |
| Velvet Goldmine                                                                  | 1998 | Todd Haynes                                  | [ 21 ]        |
| The Velvet Vampire (also known as Cemetery Girls)                                | 1971 | Stephanie Rothman                            | [ 22 ]        |
| Die verlorene Ehre der Katharina Blum (The Lost Honour of Katharina Blum)        | 1975 | Volker Schlöndorff and Margarethe von Trotta | [ 23 ]        |
| Vertigo                                                                          | 1958 | Alfred Hitchcock                             | [ 24 ]        |
| A Very Harold and Kumar 3D Christmas                                             | 2011 | Todd Strauss-Schulson                        | [ 25 ]        |
| Videodrome                                                                       | 1983 | David Cronenberg                             | [ 4 ] [ 26 ]  |
| La Vie Sexuelle des Belges 1950-1978 (The Sexual Life of the Belgians 1950–1978) | 1994 | Jan Bucquoy                                  | [ 27 ]        |
| De Vierde Man (The Fourth Man)                                                   | 1983 | Paul Verhoeven                               | [ 28 ]        |
| Village of the Damned                                                            | 1960 | Wolf Rilla                                   | [ 8 ] [ 29 ]  |
| Village of the Giants                                                            | 1965 | Bert I. Gordon                               | [ 30 ]        |
| The Virgin Suicides                                                              | 1999 | Sofia Coppola                                | [ 31 ]        |
| Viridiana                                                                        | 1961 | Luis Buñuel                                  | [ 32 ]        |
| Vision Quest                                                                     | 1985 | Harold Becker                                | [ 33 ]        |
| The Visitor                                                                      | 1979 | Giulio Paradisi                              | [ 34 ] [ 35 ] |
| Viskningar och Rop (Cries and Whispers)                                          | 1972 | Ingmar Bergman                               | [ 36 ]        |
| Voulez-vous Coucher avec God?                                                    | 1972 | Jack Christie and Michael Hirsh              | [ 37 ]        |
| Vous n'aurez pas l'Alsace et la Lorraine (You Won't Have Alsace-Lorraine)        | 1972 | Coluche and Marc Monnet                      | [ 38 ]        |
| I Vitelloni                                                                      | 1953 | Federico Fellini                             | [ 39 ] [ 40 ] |
| Viva                                                                             | 2007 | Anna Biller                                  | [ 41 ]        |
| Le Voyage dans la Lune (A Trip to the Moon)                                      | 1902 | Georges Méliès                               | [ 42 ]        |